# Siehe zu, daß deine Gottesfurcht nicht Heuchelei sei
Siehe zu, daß deine Gottesfurcht nicht Heuchelei sei (Veille à ce que ta crainte de Dieu ne soit pas hypocrisie), (BWV 179), est une cantate religieuse de Johann Sebastian Bach composée à Leipzig en 1723.

## Histoire et livret
Bach écrivit cette cantate pour le onzième dimanche après la Trinité durant sa première année à Leipzig qui avait commencé précisément après la Trinité de cette année. Pour cette destination liturgique, deux autres cantates ont franchi le seuil de la postérité : les BWV 113 et 199. Il la dirigea le 8 août 1723. Alfred Dürr suppose que Mein Herze schwimmt im Blut BWV 199, composée pour la même occasion  à Weimar, fut également chantée durant ce service mais après la prédication. Cette BWV 179 aurait été chantée avant.
Les lectures prescrites pour ce jour étaient Cor. 15:1—10 et Luc.18:9—14, la parabole du Pharisien et de Publicain. Le poète inconnu se tient proche de l'Évangile et fait allusion à plusieurs passages de la Bible. La cantate s'ouvre par un vers de l'Ecclesiaste 1:34. Le choral final est le premier verset de Ich armer Mensch, ich armer Sünder de Christoph Tietze (1663).

## Structure et instrumentation
La cantate est écrite pour trois solistes (soprano, ténor, basse) et un chœur à quatre voix, deux hautbois da caccia, deux violons, alto et basse continue.
Il y a six mouvements :
1. chœur : Siehe zu, daß deine Gottesfurcht nicht Heuchelei sei
2. récitatif (ténor) : Das heutge Christentum ist leider schlecht bestellt
3. aria (ténor, hautbois, violon) : Falscher Heuchler Ebenbild
4. récitatif (basse) : Wer so von innen wie von außen ist
5. aria (soprano, hautbois) : Liebster Gott, erbarme dich
6. choral : Ich armer Mensch, ich armer Sünder[1]

## Musique
Dans le chœur d'ouverture, les instruments doublent les voix comme dans un motet. Les mots sont disposés en une stricte contre-fugue : chaque entrée est suivie d'une entrée en sens inverse. La séquence se conclut par une imitation en canon sur un nouveau thème : dans les mots und diene Gott nicht mit einem falschen Herzen (et ne sers pas Dieu avec un cœur faux), l'hypocrisie est exprimée par le chromatisme. Une deuxième fugue élargie présente un contrepoint encore plus complexe que le premier.
Un récitative secco prépare la première aria. Les deux hautbois da caccia et le premier violon accompagnent le ténor en motifs syncopés. Ce n'est pas une aria da capo, seule la ritournelle répète le début. Les derniers mots du récitatif se terminent comme un arioso pour souligner So kannst du Gnad und Hilfe finden!. L'aria de la soprano est une prière, Liebster Gott, erbarme dich, accompagnée par les deux hautbois da caccia dans un geste d'imploration.
Le choral final est chanté sur la mélodie Wer nur den lieben Gott läßt walten que Bach utilisa également dans la cantate chorale Wer nur den lieben Gott läßt walten, BWV 93.
Bach réutilisa la musique du chœur d'ouverture pour le Kyrie de sa Messe en sol majeur (BWV 236), l'aria de ténor pour le Quoniam de cette même messe et, enfin, l'aria de soprano pour le Qui tollis peccata mundi de la Messe en la majeur (BWV 234).

## Sources
- Gilles Cantagrel, Les Cantates de J.-S. Bach, Paris, Fayard, mars 2010, 1 665 p.  (ISBN 978-2-213-64434-9)

- (en) Cet article est partiellement ou en totalité issu de l’article de Wikipédia en anglais intitulé « Siehe zu, daß deine Gottesfurcht nicht Heuchelei sei, BWV 179 » (voir la liste des auteurs).